# Tindalização
Tindalização é um método de esterilização concebido por John Tyndall, que utiliza o vapor de água.

## Metodologia
O método utiliza água de 100°C, durante 30 a 60 minutos, por repetidas vezes resfriando-se entre cada aquecimento. Geralmente é aquecido de 3 a 12 vezes. 
Usa-se na esterilização de meios de cultura que, por exemplo, contenham açúcares ou gelatina. 
Este método permite que os esporos de fungos ou bactérias germinem entre duas exposições, morrendo o organismo no aquecimento seguinte.